# Cratere Gula
Gula è un cratere sulla superficie di Ganimede.